# Steigerthal (Nordhausen)

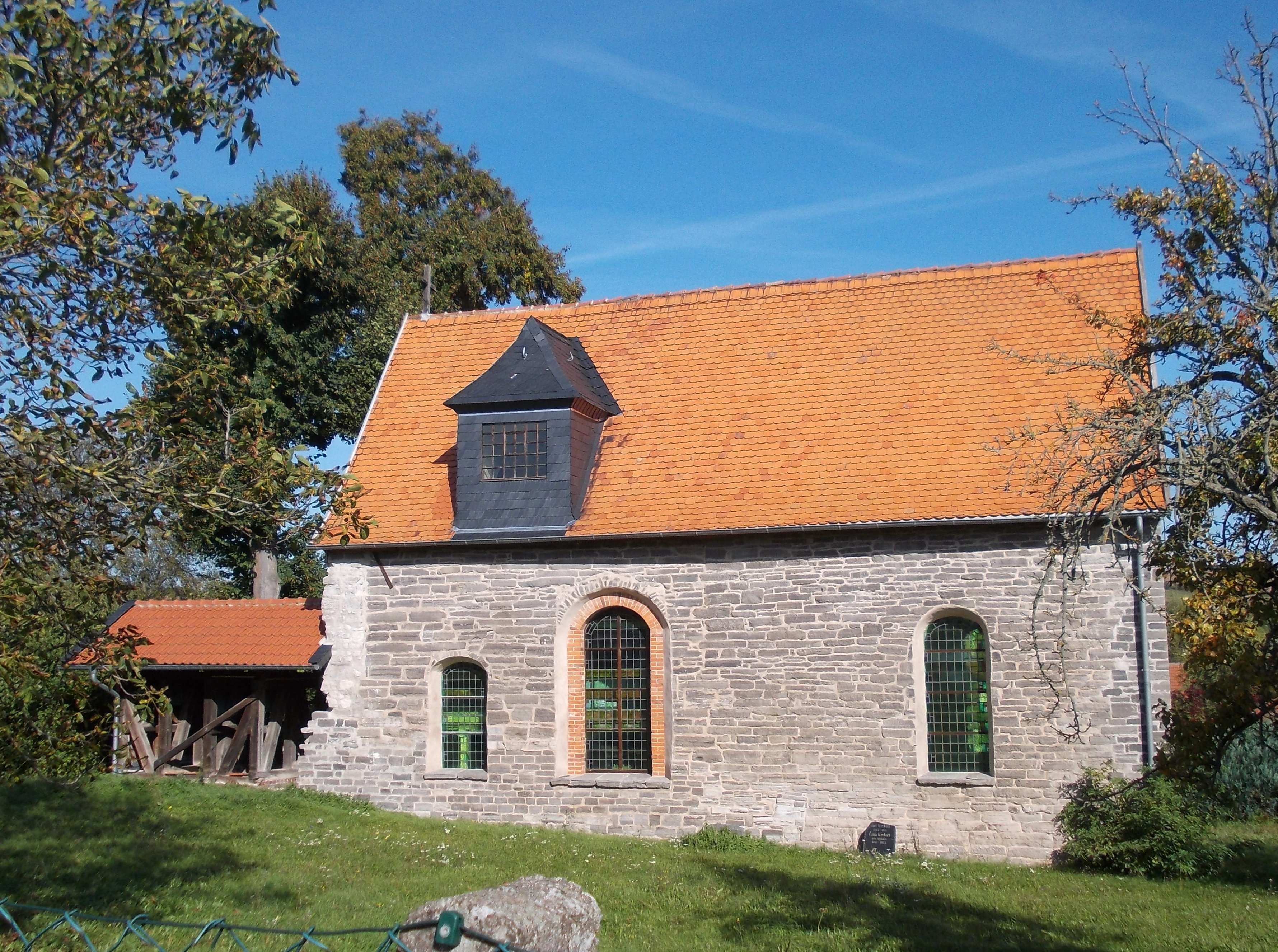
Kirche St. Katharinen in Steigerthal

Steigerthal ist ein ländlich geprägter Ortsteil der Stadt Nordhausen in Thüringen mit knapp 300 Einwohnern.

## Lage
Steigerthal liegt nordöstlich der Stadt Nordhausen an der Landesstraße 2076 in kupierten Gelände seiner Gemarkung in den südlichen Vorbergen zum Harzgebirge. In der Flur befindet sich das Flächendenkmal Pfaffenköpfe.

## Geschichte
Die urkundliche Ersterwähnung von Steigerthal fand am 11. Juni 1288 statt.
Eine umwehrte Kirche stand zwischen Steigerthal und Buchholz. Von dieser zur Wüstung Hunsdorf gehörenden Kirche sind noch Ruinenreste, Wall und Graben vorhanden.
Am 1. April 1999 wurde Steigerthal nach Nordhausen eingemeindet.

## Ortsbürgermeister
Seit der Kommunalwahl 2024 ist der parteilose Till Falke Ortsbürgermeister von Steigerthal. Er wurde ohne Gegenkandidat mit 97,6 Prozent der Stimmen ins Amt gewählt.

## Kirche
St. Katharina (Steigerthal)

## Persönlichkeiten
- Georg Gotthilf Evers (1837–1916), lutherischer Theologe, Konvertit zum Katholizismus, Buchautor und Botaniker, amtierte hier von 1868 bis 1873 als lutherischer Pfarrer